# Стрільба на літніх Олімпійських іграх 1948
Змагання зі стрільби на літніх Олімпійських іграх 1948 в Лондоні тривали з 2 до 6 серпня на стрільбищі Біслі. Змагалися лише чоловіки. Розіграно 4 комплекти нагород.

## Медальний залік
| Дисципліна                             | Золото                   | Срібло                                        | Бронза                    |
| -------------------------------------- | ------------------------ | --------------------------------------------- | ------------------------- |
| Швидкісний пістолет                    | Карой Такач · Угорщина   | Карлос Енріке Діас Саенс Вальєнте · Аргентина | Свен Лундквіст · Швеція   |
| Пістолет                               | Едвін Васкес · Перу      | Рудольф Шнайдер · Швейцарія                   | Торстен Ульман · Швеція   |
| Гвинтівка з трьох положень, 300 метрів | Еміль Ґрюніґ · Швейцарія | Паулі Янгонен · Фінляндія                     | Віллі Реґеберґ · Норвегія |
| Гвинтівка лежачи                       | Арт Кук · США            | Волтер Томсен · США                           | Юнас Юнссон · Швеція      |

## Країни-учасниці
Змагалися 188 стрільців з 28-ми країн:
| - Аргентина (12) - Австралія (6) - Австрія (3) - Бельгія (3) - Бразилія (7) - Чилі (4) - Куба (7) - Данія (7) - Фінляндія (12) - Франція (12) - Велика Британія (12) - Греція (7) - Угорщина (4) - Іран (3) |  | - Італія (6) - Ліван (2) - Мексика (9) - Монако (4) - Нідерланди (4) - Норвегія (8) - Перу (9) - Філіппіни (3) - Португалія (5) - Пуерто-Рико (2) - Іспанія (6) - Швеція (11) - Швейцарія (7) - США (12) |

## Таблиця медалей
| Місце               | Країна              | Золото | Срібло | Бронза | Загалом |
| ------------------- | ------------------- | ------ | ------ | ------ | ------- |
| 1                   | США (USA)           | 1      | 1      | 0      | 2       |
| 1                   | Швейцарія (SUI)     | 1      | 1      | 0      | 2       |
| 3                   | Перу (PER)          | 1      | 0      | 0      | 1       |
| 3                   | Угорщина (HUN)      | 1      | 0      | 0      | 1       |
| 5                   | Аргентина (ARG)     | 0      | 1      | 0      | 1       |
| 5                   | Фінляндія (FIN)     | 0      | 1      | 0      | 1       |
| 7                   | Швеція (SWE)        | 0      | 0      | 3      | 3       |
| 8                   | Норвегія (NOR)      | 0      | 0      | 1      | 1       |
| Загалом (8 збірних) | Загалом (8 збірних) | 4      | 4      | 4      | 12      |